# Hugo Dávila
Hugo Dávila (* 27. April 1948 in Atemajac del Valle, Jalisco; † 19. Dezember 2024) war ein mexikanischer Fußballspieler, der vorwiegend im Mittelfeld agierte.
Dávila begann seine Laufbahn als Fußballprofi beim Club Deportivo Guadalajara, für den er in den Spielzeiten 1972/73 und 1973/74 tätig war. Anschließend wechselte er zum Aufsteiger Unión de Curtidores, bei dem er bis zu dessen Abstieg 1981 blieb.